# Gobierno de Georgia
El Gobierno de Georgia (en georgiano: საქართველოს მთავრობა, romanizado: sakartvelos mtavroba) es el órgano supremo del poder ejecutivo en Georgia que implementa las políticas internas y externas del país. Está formado por el primer ministro —el jefe del gobierno— y los ministros, es responsable ante el Parlamento de Georgia. Los poderes y responsabilidades actuales del gobierno están regidos por las enmiendas de la Constitución de Georgia aprobadas en 2017 y 2018.
Del 14 de mayo de 1991 al 9 de noviembre de 1996, el gobierno ejecutivo de Georgia fue denominado como Gabinete de Ministros de la República de Georgia (საქართველოს რესპუბლიკის მინისტრთა კაბინეტი).
El actual Gobierno del primer ministro Irakli Kobajidze prestó juramento el 8 de febrero de 2024. 

## Marco constitucional

### Composición
El Gobierno de Georgia está formado por un primer ministro y ministros. El primer ministro es el jefe del gobierno. Además de los ministros —quienes están a cargo de los ministerios y gestionan un sector específico de la administración pública— se pueden introducir en el gobierno uno o varios ministros de Estado para supervisar las tareas gubernamentales de particular importancia. El gobierno tiene prohibido constitucionalmente ocupar cualquier otro cargo que no sea el de un partido político, participar en actividades empresariales o recibir remuneración por cualquier otra actividad, excepto la académica y docente. El gobierno asegura su representación en las subdivisiones administrativas del país designando un representante estatal o gobernador.
El jefe del Gobierno de Georgia es el primer ministro, quien nombra y destituye a los ministros y asigna las funciones de vice primer ministro a uno de los miembros del Gobierno. El primer ministro y el gobierno son responsables ante el Parlamento de Georgia.

### Voto de confianza
Una vez reconocidos los plenos poderes del Parlamento recién elegido, el gobierno cede su autoridad al Parlamento y continúa desempeñando sus funciones hasta que se designe un nuevo primer ministro. En caso de dimisión del primer ministro o de cese de sus funciones por cualquier otro motivo, el Gobierno continúa actuando hasta que se designe un nuevo primer ministro. En ambos casos, en el plazo de dos semanas, el Parlamento deberá conceder una votación de confianza al gobierno propuesto por un candidato al cargo de primer ministro nominado por el partido político que haya obtenido los mejores resultados en las elecciones parlamentarias. Para aprobar una moción de confianza se requiere la mayoría del número total de miembros del Parlamento.
Si el voto de confianza del Parlamento no se aprueba dentro del plazo establecido, el Presidente de Georgia disuelve el Parlamento no antes de dos semanas ni más tarde de tres semanas después de que haya expirado el plazo respectivo, y convoca elecciones parlamentarias extraordinarias . Dos días después de la votación de confianza en el gobierno, el presidente de Georgia nombra un primer ministro. El primer ministro procederá entonces a su nombramiento en el plazo de dos días desde su nombramiento. Si el presidente no nombra al primer ministro dentro del plazo establecido, éste se considerará designado.

### Voto de censura
Se podrá proceder a una moción de censura al gobierno si la moción es propuesta por más de un tercio del número total de miembros del Parlamento. Junto con una moción de censura, los iniciadores nominan a un candidato a primer ministro, y este propone un nuevo gobierno.Si el Parlamento no aprueba una moción de censura contra el gobierno, los mismos miembros del Parlamento no tienen derecho a proponer una moción de censura en los siguientes seis meses. El voto de confianza también puede ser iniciado por el primer ministro. La cuestión de confianza se somete a votación no antes del séptimo día ni más tarde del decimocuarto día después de su presentación. Si el gobierno no consigue el voto de confianza del Parlamento, el presidente de Georgia disuelve el Parlamento y convoca elecciones parlamentarias extraordinarias.

## Gabinete
| Cargo                                                                                         | Titular             | Periodo                                         | Partido         |
| --------------------------------------------------------------------------------------------- | ------------------- | ----------------------------------------------- | --------------- |
| Primer ministro                                                                               | Irakli Kobakhidze   | 8 de febrero de 2024 – 26 de octubre de 2024    | Sueño Georgiano |
| Ministro de finanzas                                                                          | Lasha Khutsishvili  | 1 de abril de 2021 – 26 de octubre de 2024      | Sueño Georgiano |
| Ministro de Economía y Desarrollo Sostenible                                                  | Levan Davitashvili  | 8 de febrero de 2024- 26 de octubre de 2024     | Sueño Georgiano |
| Ministros de Desplazados internos de Territorios Ocupados, Trabajo, Salud y Protección Social | Zurab Azarashvili   | 30 de diciembre de 2021 – 1 de marzo de 2024    | Sueño Georgiano |
| Ministros de Desplazados internos de Territorios Ocupados, Trabajo, Salud y Protección Social | Mikheil Sarjveladze | 11 de marzo de 2024 – 26 de octubre de 2024     | Sueño Georgiano |
| Ministro del interior                                                                         | Vakhtang Gomelauri  | 8 de septiembre de 2019 – 26 de octubre de 2024 | Sueño Georgiano |
| Ministro de Justicia                                                                          | Rati Bregadze       | 1 de abril de 2021 – 26 de octubre de 2024      | Sueño Georgiano |
| Ministro de Relaciones Exteriores                                                             | Ilia Darchiashvili  | 4 de abril de 2022 – 26 de octubre de 2024      | Sueño Georgiano |
| Ministro de Educación, Ciencias y Juventud de Georgia                                         | Giorgi Amilakhvari  | 20 de marzo de 2023 - 26 de octubre de 2024     | Sueño Georgiano |
| Ministro de Protección del Medio Ambiente y Agricultura                                       | Otar Shamugia       | 9 de febrero de 2022 – 26 de octubre de 2024    | Sueño Georgiano |
| Ministro de Defensa                                                                           | Irakli Chikovani    | 9 de febrero de 2024 - 26 de octubre de 2024    | Sueño Georgiano |
| Ministro de Desarrollo Regional e Infraestructura                                             | Irakli Karseladze   | 22 de febrero de 2022 - 26 de octubre de 2024   | Sueño Georgiano |
| Ministro de Cultura y Deportes                                                                | Tinatin Rukhadze    | 18 de octubre de 2024 – 26 de octubre de 2024   | Sueño Georgiano |
| Ministro de Estado para la Reconcilación y la Igualdad Civil                                  | Tea Akhvlediani     | 6 de agosto de 2020 – 26 de octubre de 2024     | Sueño Georgiano |

## Historia
El órgano ejecutivo supremo de la primera República de Georgia fue el Gobierno de la República elegido por el Consejo Nacional de Georgia el 26 de mayo de 1918. Según la Constitución, adoptada el 21 de febrero de 1921, el Gobierno estaba formado por un presidente, elegido por el Parlamento por un año y por no más de dos mandatos consecutivos, y por ministros, invitados por el presidente. Antes de que la Constitución pudiera implementarse completamente, en medio de la invasión de Georgia por el Ejército Rojo, el gobierno del país partió exiliado a Francia en marzo de 1921 y continuó funcionando como gobierno en el exilio durante algún tiempo, mientras el país era tomado por el Comité Revolucionario Bolchevique (Revkom). Georgia estuvo gobernada sin orden constitucional hasta el 2 de marzo de 1922, cuando el poder ejecutivo fue otorgado al Consejo de Comisarios del Pueblo de la República Socialista Soviética de Georgia, responsable ante la legislatura de la Georgia soviética, conocido como el Consejo Supremo después de 1937.
En la Constitución de 1978, el Consejo de Comisarios del Pueblo pasó a llamarse Consejo de Ministros. En la recién independizada Georgia, el gobierno ejecutivo se organizó como Gabinete de Ministros, presidido por el primer ministro, quien era designado por el presidente de Georgia. Después del golpe de Estado de 1992 y una pausa constitucional, la primera constitución moderna de Georgia, adoptada el 24 de agosto de 1995, no hizo referencia al gobierno como un órgano separado de poder; todo el poder ejecutivo era ejercido por el presidente a través de ministros designados.La enmienda constitucional de febrero de 2004 restableció el cargo de primer ministro y el Gobierno de Georgia, que eran responsables ante el presidente y el Parlamento. En una serie de enmiendas aprobadas entre 2010 y 2018, Georgia se transformó en una democracia parlamentaria, por la cual la mayoría de los poderes ejecutivos del presidente fueron otorgados al primer ministro y al gobierno, mientras que el presidente siguió siendo un jefe de Estado ceremonial y el comandante en jefe.

## Presupuesto
El presupuesto del Gobierno de Georgia en 2023 fue de 24 mil millones de laris (9.040 millones de dólares), en comparación con los 4.800 millones de laris en 2022 (tasa aumentada en 19.200 millones de lari ).